# Perry Banks
Perry Banks (Victoria, 24 aprile 1877 – Santa Barbara, 10 ottobre 1934) è stato un attore e, occasionalmente, anche uno sceneggiatore canadese che lavorò negli Stati Uniti all'epoca del muto.

## Filmografia
- A Blowout at Santa Banana, regia di Lorimer Johnston - cortometraggio (1914)
- Closed at Ten, regia di Harry A. Pollard - cortometraggio (1914)
- The Coming of the Padres, regia di Lorimer Johnston - cortometraggio (1914)
- A Happy Coercion - cortometraggio (1914)
- The Widow's Investment, regia di Lorimer Johnston - cortometraggio (1914)
- The Story of the Olive, regia di Sydney Ayres - cortometraggio (1914)
- Mein Lieber Katrina Catches a Convict, regia di Thomas Ricketts - cortometraggio (1914)
- The Other Train, regia di Harry A. Pollard - cortometraggio (1914)
- A Joke on Jane, regia di Harry A. Pollard - cortometraggio (1914)
- Lola, regia di Henry Otto - cortometraggio (1914)
- The Final Impulse, regia di Thomas Ricketts - cortometraggio (1914)
- Sir Galahad of Twilight, regia di Sydney Ayres - cortometraggio (1914)
- The Ruin of Manley, regia di Thomas Ricketts - cortometraggio (1914)
- The Tightwad - cortometraggio (1914)
- A Slice of Life, regia di Tom Ricketts e William Desmond Taylor - cortometraggio (1914)
- Redbird Wins, regia di Sydney Ayres - cortometraggio (1914)
- The Strength o' Ten, regia di Thomas Ricketts - cortometraggio (1914)
- The Sower Reaps, regia di Thomas Ricketts - cortometraggio (1914)
- The Legend Beautiful, regia di Thomas Ricketts - cortometraggio (1915)
- The Law of the Wilds, regia di Thomas Ricketts - cortometraggio (1915)
- Justified, regia di Henry Otto - cortometraggio (1915)
- The Wily Chaperon, regia di Thomas Ricketts - cortometraggio (1915)
- In the Twilight, regia di Thomas Ricketts - cortometraggio (1915)
- The Happier Man, regia di Frank Cooley - cortometraggio (1915)
- The Echo, regia di Thomas Ricketts - cortometraggio (1915)
- The Two Sentences, regia di Thomas Ricketts - cortometraggio (1915)
- Competition, regia di B. Reeves Eason e Tom Ricketts - cortometraggio (1915)
- A Golden Rainbow, regia di Thomas Ricketts - cortometraggio (1915)
- The Right to Happiness, regia di Thomas Ricketts - cortometraggio (1915)
- The Newer Way, regia di B. Reeves Eason - cortometraggio (1915)
- The Mighty Hold, regia di William Bertram - cortometraggio (1915)
- The Assayer of Lone Gap, regia di B. Reeves Eason - cortometraggio (1915)
- In Trust, regia di B. Reeves Eason - cortometraggio (1915)
- The Little Lady Next Door, regia di B. Reeves Eason - cortometraggio (1915)
- The House of a Thousand Scandals, regia di Thomas Ricketts - mediometraggio (1915)
- Let There Be Light, regia di William Bertram - cortometraggio (1915)
- A Broken Cloud - cortometraggio (1915)
- Lillo of the Sulu Seas, regia di Thomas Ricketts - cortometraggio (1915)
- Life's Blind Alley, regia di Thomas Ricketts (1916)
- The Quagmire, regia di Tom Chatterton - cortometraggio (1916)
- Overalls, regia di Jack Halloway (1916)
- Snow Stuff, regia di William Bertram - cortometraggio (1916)
- The Improbable Yarn of McQuirk, regia di Phil K. Walsh - cortometraggio (1916)
- The Overcoat, regia di Rae Berger (1916)
- The Gulf Between, regia di William Bertram - cortometraggio (1916)
- Il segreto del sottomarino (The Secret of the Submarine), regia di George L. Sargent - serial (1916)
- The Release of Dan Forbes, regia di Donald MacDonald - cortometraggio (1916)
- The Man from Manhattan, regia di Jack Halloway (1916)
- The Fate of the Dolphin, regia di Thomas Ricketts - cortometraggio (1916)
- The Forgotten Prayer, regia di Frank Borzage - cortometraggio (1916)
- Land o' Lizards, regia di Frank Borzage (1916)
- Dulcie's Adventure, regia di James Kirkwood (1916)
- Faith, regia di James Kirkwood (1916)
- An Eight Cylinder Romance, regia di Thomas N. Heffron - cortometraggio (1917)
- Melissa of the Hills, regia di James Kirkwood (1917)
- The Sea Master, regia di Edward Sloman (1917)
- Snap Judgment, regia di Edward Sloman (1917)
- Powers That Prey, regia di Henry King (1918)
- Ann's Finish, regia di Lloyd Ingraham (1918)
- A Sporting Chance, regia di Henry King (1919)
- Six Feet Four, regia di Henry King (1919)
- Eve in Exile, regia di Burton George (1919)
- The House of Toys, regia di George L. Cox (1920)